# Wolica (Bochnia)
Pour les articles homonymes, voir Wolica.
Wolica est une localité polonaise de la gmina de Łapanów, située dans le powiat de Bochnia en voïvodie de Petite-Pologne.